# Mamonas Assassinas
Mamonas Assassinas est un groupe de musique brésilien de rock, originaire de Guarulhos. Ils connurent un grand succès au milieu des années 1990 avec leurs chansons humoristiques et satiriques. Ils vendirent plus de 2 millions d'exemplaires de leur premier album. Au sommet de sa carrière, le groupe fut victime d'un accident d'avion où ils trouvèrent tous la mort le 2 mars 1996. Ils n'auront connu que 7 mois d'activité et de succès sous ce nom.
La mort de ces cinq artistes laisse le Brésil dans un émoi national considérable, deux ans après la mort tragique d’Ayrton Senna. Dans la semaine, près de 82 000 personnes ont tenu une minute de silence dans le stade mythique du Maracanã lors du match opposant le Flamengo au Botafogo.
La chanson Chopis Centis de leur album live a la même rythmique que Should I Stay or Should I Go du groupe The Clash.

## Membres du groupe
- Dinho (Alexsander Alves) -  chanteur
- Bento HInoto (Alberto Hinoto) - guitare
- Júlio Rasec (Júlio César) -  claviers
- Samuel Reoli (Samuel Reis de Oliveira) - basse
- Sérgio Reoli (Sérgio Reis de Oliveira) - batterie

## Discographie
- 1995 : Mamonas Assassinas (album studio)
- 1998 : Atenção, Creuzebek: A Baixaria Continua (compilation)
- 2006 : Mamonas ao Vivo (album live)

## Vidéographie
- 1996 : MTV na Estrada (reparu en DVD en 2004)
- 2002 : Show Ao Vivo (Archives de la famille) CineArts
- 2008 : Por Toda Minha Vida - Mamonas Assassinas
- 2009 : Mamonas, o Doc